# Værelse 112
|  | Denne artikel er oprettet af botten PalnaBot ud fra en ekstern database. Den kan derfor have sproglige fejl eller mangler. Denne skabelon kan fjernes efter kontrol af indholdet. |

Værelse 112 er en kortfilm instrueret af Kim Blidorf efter manuskript af Kim Blidorf.

## Handling
Peter træder ind på et fint hotelværelse. Han er kommet for at tage livet af sig selv, men det bliver sværere end han havde regnet med.